# Aceite del Ampurdán

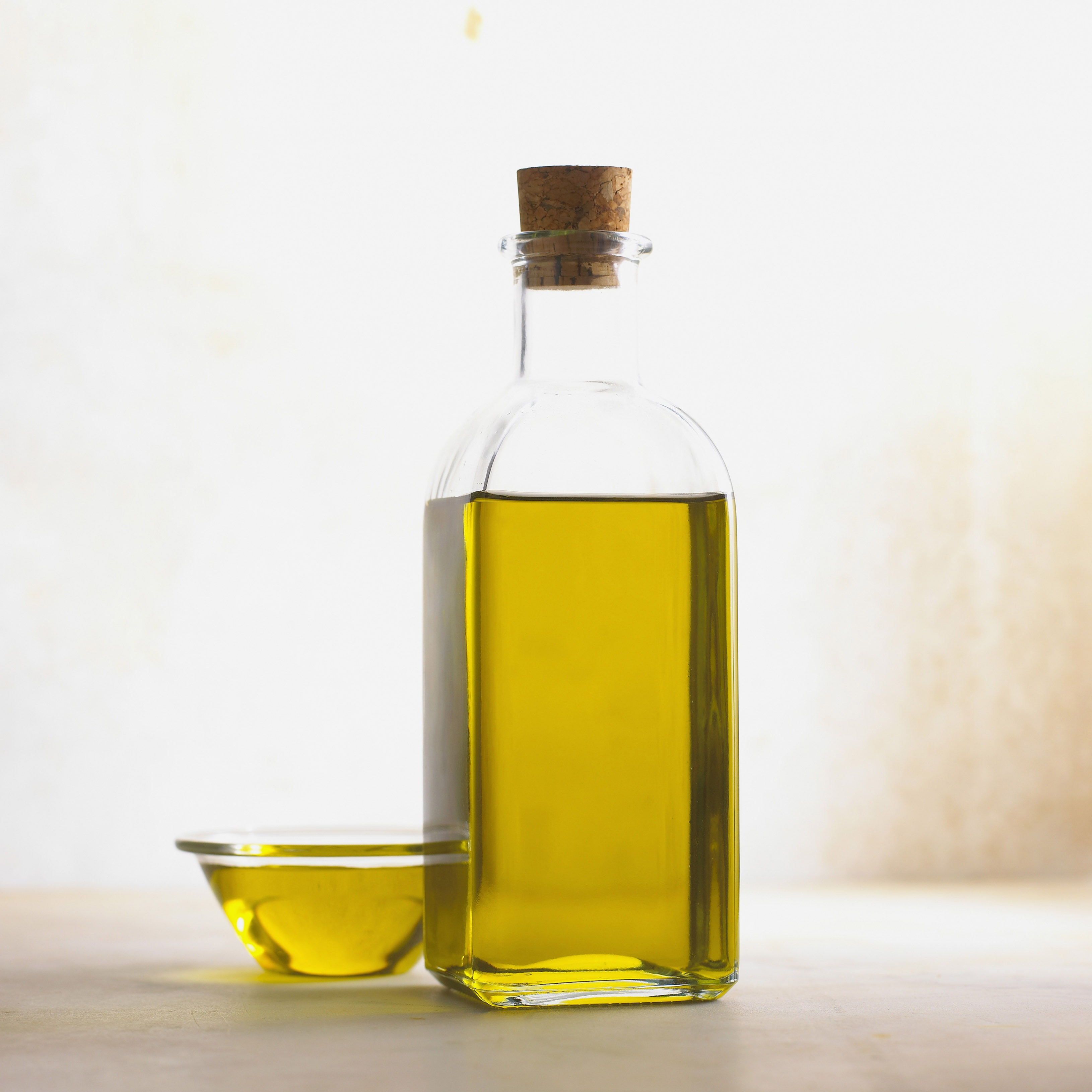
Aceite del Ampurdán

El aceite del Ampurdán es un aceite de oliva virgen extra con Denominación de Origen Protegida, que se produce en las comarcas del Alto y el Bajo Ampurdán y en algunos municipios del Pla de l'Estany y el Gironés, que conforman conjuntamente el Ampurdán. Se caracteriza por tener un aspecto claro, limpio y transparente. Las principales variedades son la argudell, la corivell y la verdal (ley de Cadaqués). La arbequina se introdujo a finales del siglo XX. El cultivo del olivo y la producción de aceite se remonta a la llegada de los griegos.

## Historia
Las primeras muestras de olivo que se han encontrado en el Ampurdán datan del final de la Edad del Bronce. Pero el cultivo del olivo y la producción de aceite se atribuyen a los griegos, que llegaron por mar el siglo VI a. C. y fundaron las colonias de Ampurias y Rosas, que bien pronto acontecerían dinámicos enclaves comerciales. Más tarde los romanos mantuvieron los cultivos y los monjes (Orden de San Benito) los consolidaron, hasta llegar a la situación actual, con una extensión de más de dos mil hectáreas de olivos y una producción de aceites de elevada calidad.

## Geografía
Los municipios que componen la zona de la demarcación geográfica de la DOP Aceite del Ampurdán son dentro de las comarcas del Alto y del Bajo Ampurdán, así como algunos municipios limítrofes de las comarcas del Gironés (Viladasens, San Jordi Desvalls, Flassá, Madremaña y Llagostera) y el Pla de l'Estany (Crespiá, Esponellà y Vilademuls).
La zona de cultivo se concentra en terrenos de suelos pobres: la sierra de la Albera y la sierra de Rodes, al norte; los macizos del Montgrí y de las Gavarres, al sur. Sustratos montañosos que configuran una geología característica, con granitos, pizarras y arcillas. La privilegiada ubicación geográfica ampurdanesa, a caballo entre la mar Mediterránea y los Pirineos, hace que el clima combine inviernos suaves, veranos no demasiado calurosos y la inevitable Tramontana. Todo ello ayuda a configurar el marcado carácter del aceite del Ampurdán.

## Producción
La superficie de cultivo de olivar del Ampurdán es de 2.632 ha, de las cuales 2.325 están en el Alto Ampurdán y cerca del 5% son de producción integrada. Es un cultivo tradicional -se trata de una de las tierras de olivares más antiguos de Cataluña- que configura una parte significativa de su paisaje y que ha formado parte de la vida de sus labradores desde tiempo inmemorial. Esta superficie representa el 80% de la superficie total de las comarcas gerundenses. La producción anual es de unos 800.000 kilos de aceite y 4,5 millones de kilos de olivas.

## Variedades
La calidad y singularidad del aceite de la DOP Aceite del Ampurdán vienen avaladas por las variedades de oliva específicas de la zona: argudell, corivell y verdal (ley de Cadaqués); y a finales del siglo XX se introdujo la variedad arbequina.

## Características
El aceite del Ampurdán tiene un aspecto claro, limpio y transparente. El gusto y las sensaciones que desprende cambian según cuál es el fruto que lo ha producido. Las variedades argudell y corivell tienen un delicado equilibrio entre dulce y amargo, mientras que la variedad verdal (ley de Cadaqués) da lugar a un aceite afrutado, maduro y con un cierto grado picante.
Estas variedades de olivas dan lugar a unos aceites de oliva virgen extra límpidos, transparentes, sin velos ni turbiedad si se comercializa filtrado. Son aceites muy agradables al paladar, muy sabrosos y aromáticos: ligeramente astringentes con un amargura y picante en equilibrio con el afrutamiento y una complejidad aromática notable en la cual se aprecian aromas que recuerdan a la almendra, el tomate, los anisats, el hinojo y la alcachofa. Presentan una acidez máxima de 0,8.º y un índice de peróxidos máximo de 20.

## Inscritos a los registros del Consejo Regulador
Todos los productores y elaboradores de aceite amparado por la Denominación de Origen Protegida Aceite del Ampurdán tienen que estar inscritos al Consejo Regulador de la DOP (CR). Según los últimos datos aportados por el CR, los productores son 520 y las empresas elaboradoras/comercialitzadores son 6, la relación de las cuales consta a continuación:
- Bodega Cooperativa de Espolla, SCCL - Espolla
- Empordàlia, SCCL - Pau
- Trullo Ylla, SANO - Cabanes
- Reguilme, SL - Torroella de Fluviá
- Masetplana, SL - Garriguella
- Aceite Serraferran - Ventalló

## Municipios de la D.O.P.
Municipios correspondientes en la zona de producción, elaboración y envasado de la Denominación de Origen Protegida Aceite del Ampurdán:
Alto Ampurdán
Agullana, Albañá, Aviñonet de Puig Ventós, La Armentera, Báscara, Viure, Buadella, Borrassà, Cabanelles, Cabanes, Cadaqués, Cantallops, Capmany, Castellón de Ampurias, Cistella, Colera, Darnius, La Escala, Alfar, Figueras, Espolla, Fortiá, Garrigás, Garriguella, La Junquera, Lladó, Llers, Massanet de Cabrenys, Masarach, Mollet de Peralada, Navata, Ordis, Palau de Santa Eulalia, Palau Sabardera, Pau, Pedret y Marsá, Perelada, Pont de Molins, Pontós, Puerto de la Selva, Portbou, Rabós, Riumors, Rosas, San Clemente Sasebas, San Lorenzo de la Muga, San Miguel de Fluviá, San Mori, San Pedro Pescador, Santa Leocadia de Algama, Saus, Camallera i Llampaies, Selva de Mar, Ciurana, Terradas, Torroella de Fluviá, La Bajol, Ventalló, Vilabertran, Vilacolum, Viladamat, Vilafan, Vilajuiga, Vilamacolum, Vilamalla, Vilamaniscle, Vilanant, Vilasacra y Vilahur.
Bajo Ampurdán
Albons, Bagur, Bellcaire, La Bisbal del Ampurdán, Calonge, Castillo de Aro, Colomés, Corsá, Cruillas, Foixá, Fontanillas, Forallac, Garrigolas, Gualta, Jafre, Montrás, Palafrugell, Palamós, Palau Sator, Pals, Parlabá, La Pera, Regencós, Rupiá, Sant Feliu de Guíxols, Santa Cristina de Aro, Serra de Daró, La Tallada, Torrente, Torroella de Montgrí, Ullá, Ullastret, Ultramort, Vall-llobrega, Verges y Vilopriu.
Pla de l'Estany
Crespiá, Esponellà y Vilademuls.
Gironés
Flassá, Llagostera, Madremaña, San Jordi Desvalls y Viladasens.